# Huiroachaca
Huiroachaca är en ort i Mexiko.   Den ligger i kommunen Etchojoa och delstaten Sonora, i den västra delen av landet, 1 400 km nordväst om huvudstaden Mexico City. Huiroachaca ligger 21 meter över havet och antalet invånare är 139.
Terrängen runt Huiroachaca är mycket platt. Runt Huiroachaca är det ganska glesbefolkat, med 34 invånare per kvadratkilometer. Närmaste större samhälle är Etchojoa, 12,9 km söder om Huiroachaca. Trakten runt Huiroachaca består till största delen av jordbruksmark.